# استان تاراگونا
تاراگونا (به اسپانیایی: Tarragona) استانی در شرق اسپانیا، در جنوب بخش خودمختار کاتالُنیا است.

## جغرافیا
این استان هم‌مرز با استان‌های کاستلیُن، تروئل، ساراگُسا، لیدا، بارسلونا و دریای مدیترانه‌است.
مرکز استان شهر تاراگونا است.

## جمعیت و مساحت
جمعیت این استان ۶۳۱٬۱۵۶ نفر است (۲۰۰۲) که از این میان ۲۰٪ در شهر تاراگونا ساکن هستند.
این استان ۱۸۳ دهستان دارد.
از شهرهای مهم ان رئوس است